# Jag vill inte vara rädd
Jag vill inte vara rädd är Kents fjärde och sista singel från debutskivan Kent. Singeln utgavs den 18 september 1995.

## Låtförteckning
1. "Jag vill inte vara rädd" (3:31)
2. "Pojken med hålet i handen (hotbilds version)" (4:11)

## Låtinformation
Utgiven av BMG Sweden AB/RCA Victor i maj 1995. Text och musik Joakim Berg förutom spår 2 text av Joakim Berg, musik Martin Sköld (BMG Music Publishing Scandinavia AB). Producent Nille Perned. "Jag vill inte vara rädd" är inspelad i Silence Studio, Koppom och Dream Machine Studio, Stockholm. "Pojken med hålet i handen (Hotbilds version)" är inspelad hemma hos Patrik Frisk. 
"Pojken med hålet i handen (Hotbilds version)" utgavs senare på samlingsskivan B-sidor 95–00.